# 红叶小巨人
《红叶小巨人》，是台灣1988年的電影，由红叶少棒队改编。讲述的是教练邱庆成，训练台湾布農族原住民棒球队，战胜日本和歌山少棒队。

## 人物
邱慶成
趙士強饰演
小投手
王勁力饰演

## 人员
製片： 林兵
編劇： 林清介
攝影： 彭大衛
剪接： 陳博文
導演： 張志超
演員： 吳敏 、趙士強、溫麗晶、丹阳、吴敏、李柏巨吳松、王勁力。